# 歐洲鯷
歐洲鯷（学名：Engraulis encrasicolus）為鳀属的一種，分布於東大西洋區，包括地中海、黑海、亞速海、挪威至南非等海域，棲息深度可達400公尺，本魚吻突出，上頷短，前端圓鈍，體側具一銀色條紋，隨年齡增長而消失，背鰭軟條16-18枚，臀鰭軟條13-15枚，體長可達20公分，棲息沿海、河口，能忍受鹽度的變化，會進行洄游，以浮游生物為食，可做為食用魚或餌魚。

## 擴展閱讀
維基物種上的相關：歐洲鯷